# Gospel Plow
Gospel Plow, Roud 10075, är en traditionell amerikansk folksång. Titeln är biblisk, baserad på Lukas 9:62. En alternativ titel är "Hold On". 
Sången "Keep Your Eyes on the Prize", som var populär inom den amerikanska medborgarrättsrörelsen på 1950- och 1960-talen, är baserad på "Gospel Plow".

## Inspelningar
Duke Ellington, Joe Hickerson, Odetta, Bob Dylan, Peggy Lee, Screaming Trees, Old Crow Medicine Show, The Hackensaw Boys och Three Tall Pines med flera har spelat in sången. 